# Гордост и предрасуда (ТВ серија из 1995)
Гордост и предрасуда (енгл. Pride and Prejudice) британска је телевизијска серија од шест епизода снимљена 1995. године. По жанру је то костимирана драма, адаптација истоименог романа Џејн Остин из 1813. године. Серију је режирао Ендру Дејвис, а у главним улогама се појављују Џенифер Или, која тумачи лик Елизабет Бенет и Колин Ферт, који тумачи лик господина Дарсија. Серија, чији је извршни продуцент била Су Бертвисел, реализована је у сарадњи британске телевизијске мреже Би-Би-Си и америчке телевизијске мреже Еј-енд-И нетворк (енгл. A&E Network). Серија је премијерно приказивана на првом програму Би-Би-Сија у периоду од 24. септембра до 29. октобра 1995. године, а свака епизода је трајала 55 минута. Телевизијска мрежа А&Е нетворк је, као ексклузивни носилац права за приказивање серије у САД, емитовала серију у три термина у којима су приказиване по две епизоде. Серија је у Сједињеним Америчким Државама премијерно приказивана у периоду од 14. до 17. јануара 1996. године.
„Гордост и предрасуда“ је просторно и временски смештена у Енглеску са почетка деветнаестог века. Прича говори о пет неудатих кћерки господина и госпође Бенет након што се добростојећи и још увек неожењени господин Бингли, заједно са својим пријатељем, господином Дарсијем, досељава у њихово суседство. Док Бинглију одмах почиње да привлачи пажњу најстарија кћерка господина Бенета, Џејн, дотле Дарси са великим потешкоћама покушава да се навикне на нови живот и околину, проводећи већину свог времена у непрестаном надмудривању са Бенетовом другом по старости кћерком, Елизабет. „Њујорк тајмс“ је ову серију описао као „духовиту мешавину љубавних прича и друштвених сплетки, мудро увијену у амбиције и илузије провинцијског вишег сталежа“.
Серија је побрала веома позитивне критике и добила је и велики број награда, укључујући и телевизијску награду БАФТА за најбољу глумицу, коју је добила Џенифер Или, као и награду Еми за „изванредно индивидуално достигнуће у костимографији за минисерију или телевизијски специјал“. Сцена која приказује Ферта у мокрој кошуљи оцењена је као „један од најнезаборавнијих момената у историји британске телевизије“. Ова серија инспирисала је аутора Хелен Филдинг да напише низ романа о Бриџет Џоунс. У филмској адаптацији једног од романа Ферт је играо Марка Дарсија, човека у кога је Бриџет заљубљена.

## Опис
1. епизода – Господин Чарлс Бингли, богаташ са севера Енглеске, намеравајући да лето проведе у округу Хартфордшир, купује замак Недерфилд покрај села Меритон. Госпођа Бенет, за разлику од свога супруга, веома је узбуђена због могућности да се једна од њихових пет кћерки (Џејн, Елизабет, Мери, Кити и Лидија) уда за новопридошлог богаташа. На локалном кантри плесу Бинглијеву пажњу одмах почиње да привлачи најстарија Бенетова кћерка, Џејн, док господин Дарси, Бинглијев најбољи пријатељ, за кога се причало да је двапут богатији од Бинглија, одбија да започне разговор са било ким, укључујући и Елизабет, другу по старости Бенетову кћерку. Лош утисак који је Елизабет стекла о господину Дарсију, само је још више продубљен и утемељен током Елизабетиног боравка у замку Недерфилд, током којег је водила бригу о својој болесној сестри Џејн.
2. епизода – Господин Вилијам Колинс, свештеник веома чудне нарави, долази у посету својим рођацима, породици Бенет. Он је законски наследник њиховог комплетног имања и, како би имовина остала у породици и када једном буде преминуо господин Бенет, одлучује да се ожени са Елизабет. Током шетње кроз Меритон, они сусрећу припаднике новопридошле војске, а између осталог и господина Џорџа Викама. Када Елизабет коначно уочи Дарсијеву нетрпељивост према Викаму, Викам јој, током једног разговора, наглашава да га је Дарси преварио у погледу његовог наследства. На балу у дворцу Недерфилд, Дарси изненађује Елизабет и позива је на плес, који она нерадо, али љубазно прихвата. Следећег дана, господин Колинс проси Елизабет, али га она без премишљања одбија. Док је госпођа Бенет и даље незадовољна Елизабетином одлуком, Елизабетина блиска пријатељица, Шарлот Лукас, позива господина Колинса да одседне у њиховом дому.
3. епизода – Елизабет је пренеражена када сазнаје да је Шарлот Лукас пристала да се уда за господина Колинса, али убрзо обнавља пријатељство са Шарлот. Господин Бингли, заједно са својим сестрама, убрзо одлази у Лондон, а Џејн остаје са својим скромним рођацима из Лондона, породицом Гардинер. Међутим, Џејн убрзо сазнаје да је Бингли све више игнорише. Након дружења са господином Викамом, Елизабет на пролеће одлази у Кент, у дом господина Колинса. Господин Колинс живи близу Роузингса, дворца чувене даме Кетрин Дебор. Пошто је Кетрин Дебор Дарсијева тетка, Елизабет се сусрела са Дарсијем неколико пута. Убрзо након што је Елизабет сазнала да је Дарси директно умешан у растанак Џејн и Бинглија, Дарси је неочекивано проси, али га она одлучно одбија, наглашавајући његов арогантни, непријатни и поносни карактер, као и његову умешаност у раскид љубавне везе између Џејн и Бинглија и несрећу које је задесила господина Викама.
4. епизода – У дугачком писму упућеном Елизабет, Дарси покушава да оправда своја пређашња понашања: наводи да је погрешно проценио Џејнину љубав према Бинглију и открива јој да је господин Викам коцкар, који је једном покушао да побегне са његовом сестром Џорџијаном, како би се дочепао њеног наследства. Вративши се у свој дом, господин Бенет даје дозволу Лидији да, као лична пријатељица пуковникове жене, прати војску до Брајтона. Елизабет се придружује породици Гардинер на занимљивом путовању и успут посећује дворац Пемберли, дом господина Дарсија, док је он у одсуству. Веома импресионирана огромном величином и богатством дворца, Елизабет са великом пажњом слуша причу кућепазитељке дворца, која све време наглашава доброту господина Дарсија. Вративши се неочекивано раније него што је требало, Дарси одлази да се освежи у језеру покрај дворца. Након изненадног и помало непријатног сусрета са Елизабет, мокар Дарси настоји да на све начине спречи преурањен одлазак гостију, показујући у неуобичајеној мери своју благонаклоност и љубазност.
5. епизода – Породица Гардинер и Елизабет добијају позив да одседну у дворцу Пемберли, где почиње да тиња љубавна искра између Дарсија и Елизабет. Следећег јутра, Елизабет добија два писма од своје сестре Џејн, у којима се наводи да је Лидија одбегла заједно са Викамом. Решена у намери да се одмах врати својој кући, Елизабет је изненађена чињеницом да јој Дарси нуди било какву врсту помоћи. Одлазећи из дворца, кроз њену главу се провлачи мисао да више никада неће видети господина Дарсија. Господин и госпођа Бенет покушавају да се изборе са могућим скандалом све док не добију писмо од господина Гардинера, у коме се наводи да су Лидија и Викам локализовани, да нису у браку и да ће убрзо бити под Гардинеровом заштитом. Господин Бенет је изненађен брзином којом је овај проблем решен, а Елизабет обавештава Џејн о свом последњем сусрету са Дарсијем, укључујући и своја двострука осећања према њему.
6. епизода – Након што је Лидија нехајно поменула Дарсијеву умешаност у њено венчање, господин Гардинер је Елизабет разјаснио чињеницу да је Дарси пронашао одбегли пар и платио све трошкове које су они начинили. Вративши се у дворац Недерфилд, Дарси се Бинглију извињава због своје умешаности у Бинглијеву везу са Џејн и даје му благослов за венчање. Кетрин Дебор, која је желела да се Дарси ожени њеном болесном кћерком Ен, а до које су допрле гласине о веридби Елизабет и Дарсија, изненада посећује Елизабет. Кетрин инсистира да Елизабет одбије Дарсија, али Елизабет још увек није одбацила могућност веридбе. Прича коју је чуо од Кетрин Дебор, храбри Дарсија да сам себи потврди своја осећања према Елизабет. Захваљујући му се на улози коју је имао у Лидијином венчању, Елизабет признаје Дарсију да су се њена осећања према њему потпуно преобликовала и пристаје на веридбу. Њена породица остаје потпуно изненађена сазнавши за овај чин. Серија се завршава двоструким венчањем у зимским месецима: Џејн са Бинглијем, а Елизабет са Дарсијем.

## Улоге
Када су вршили избор глумаца за серију „Гордост и предрасуда“, продуцент Су Бертвисел и редитељ Сајмон Лангдон настојали су да одаберу интелигентне, шармантне и харизматичне глумце, који би успешно могли да играју сцене из историје Енглеске у периоду између 1811. и 1820. године. Избор глумаца за протагонисте ове приче, двадесетогодишњу Елизабет Бенет и двадесетосмогодишњег господина Дарсија, утицао је и на избор осталих глумаца. Више од стотину глумица између петнаест и двадесет осам година прошло је аудицију, а оне које су оставиле најбољи утисак, морале су да одглуме неколико унапред припремљених сцена у телевизијском студију са комплетним костимима и шминком. Продуцент и редитељ су упутили неколико понуда и одређеном броју већ познатих и афирмисаних глумаца.
Британска глумица америчког порекла Џенифер Или изабрана је међу десетинама озбиљних кандидата за улогу Елизабет, друге по старости Бенетове кћерке, најбистрије и најведрије девојке, а поврх свега и очеве љубимице. Добивши велику главну улогу у својим двадесетим годинама живота, а признавши да је роман Џејн Остин „Гордост и предрасуда“ прочитала са 12 година, Џенифер Или је била једина глумица која је учествовала у целокупном снимању ове серије. Су Бертвисел је нарочито желела да Колин Ферт, до тада скоро потпуно непознат глумац у тридесетим годинама, игра богатог и дистанцираног господина Дарсија (према роману Џејн Остин, његово име је Фицвилијам). Бертвисел је са Фертом заједно радила средином осамдесетих година XX века на филму „Холандске девојке“, међутим, Ферт је без размишљања најпре одбио улогу господина Дарсија, верујући да он није прави глумац за ту улогу, а и не желећи да игра у адаптацијама дела Џејн Остин, која су, према његовом мишљењу, свет и живот сагледавала првенствено са женске тачке гледишта. Након непрестаног убеђивања Су Бертвисел, његово интересовање за сценарио је све више расло и Ферт је на крају ипак прихватио понуђену улогу. Током снимања, Ферт и Илијева започели су романтичну љубавну везу, која је нарочиту пажњу медија добила када су се њих двоје растали.
Бенџамин Витроу и Алисон Стедман, глумица која је својевремено била номинована за награду БАФТА, изабрани су за улоге господина и госпође Бенет, Елизабетине угледне, али финансијски непромишљене родитеље. Стедмановој је улога понуђена без икакве аудиције и пробног снимања. Елизабетине четири сестре, које су имале од 15 до 22 године, изабране су тако да изгледају потпуно другачије једна од друге. Сузана Харкер је играла Елизабетину прелепу старију сестру Џејн, која настоји да види само добро у људима. Луси Брајерс, Поли Мејберли и Џулија Савала су играле Елизабетине млађе сестре — простодушну Мери, љубазну, али понекад нестабилну и осетљиву Кити и неозбиљну и неоубуздану Лидију. Десет година старија од лика Лидије, која у роману има 15 година, Џулија Савала је имала довољно глумачког искуства да добије улогу без икакве аудиције. Џоана Дејвид и Тим Вилтон играју улоге Гардинерових, Елизабетиних ујака и ујне. Дејвид Бамбер игра господина Колинса, рођака господина Бенета, свештеника и по природи веома чудног човека. Луси Скот игра улогу Шарлот Лукас, Елизабетине најбоље пријатељице и супруге господина Колинса.
Продуценти су закључили да најбоље физичке и психичке карактеристике, које су у потпуној супротности са ликом Фертовог господина Дарсија, има глумац Криспин Бонам–Картер, који је и добио улогу господина Бинглија, веома префињеног и богатог човека. Бонам–Картер је најпре учествовао на аудицији за улогу господина Џорџа Викама, згодног поручника који шармом успева да веома добро прикрије своју неморалност и похлепу, али је уместо њега улогу добио Ејдријан Лукис. Ана Чанселор, глумица позната по филму „Четири венчања и сахрана“, добила је улогу Каролајн Бингли, сестре господина Бинглија. Улоге друге сестре господина Бинглија и његовог зета играли су Луси Робинсон (Луиза Харст) и Руперт Ванситарт (господин Харст). Потрага за глумицом која ће играти улогу млађе сестре господина Дарсија Џорџијане испоставила се као веома тешка, јер су продуценти желели глумицу која ће изгледати невино, чедно и још увек стидљиво, која ће одавати дух вишег грађанског сталежа и која уме да свира клавир. Након аудиције кроз коју је прошло више од 70 глумица, Сајмон Лангдон је предложио да улогу добије Емилија Фокс, ћерка Џоане Дејвис, а предлог је одмах и прихваћен. Барбара Леј–Хант је, без икакве аудиције и пробног снимања, добила улогу Дарсијеве наметљиве тетке, Кетрин Дебор.

## Продукција

### Концепција и адаптација
Роман Џејн Остин „Гордост и предрасуда“ „доживео“ је већ веома велики број филмских и телевизијских адаптација, од којих су пет реализоване у продукцији телевизијске мреже Би-Би-Си и то 1938, 1952, 1958, 1962. и 1980. године. У јесен 1986. године, Су Бертвисел и Ендру Дејвис су се сложили у намери да ураде телевизијску адаптацију романа „Гордост и предрасуда“. Су је веровала да ће најновија адаптација овог романа унети много више драме од претходних, које су, према њеном мишљењу, изгледале сувише „неухрањено“ и „непоетично“. Програмска шема телевизијске мреже приморала је Дејвиса да свој првобитни сценарио од пет епизода прошири за још једну епизоду. Бертвисел и Дејвис су затим, крајем 1986. године, послали сценарио за прве три епизоде телевизијским мрежама ИТВ и Би-Би-Си, али ниједна од њих није била заинтересована. Када су, средином 1993. године, обе телевизијске мреже коначно показале интересовање за сценарио, уметнички директор телевизијске мреже Би-Би-Си Мајкл Веринг, успео је да, заједно са америчком телевизијском мрежом A&E нетворк, обезбеди финансијска средства за овај пројекат. Редитељ Сајмон Лангдон је заједно са својим сарадницима почео припреме за продукцију крајем јануара и почетком фебруара 1994. године.
| „                         | Понели смо се према овој причи са веома великим поштовањем, али, да смо хтели да изгледа потпуно исто као и у роману, ангажовали бисмо неког да је изрецитује на радију. | ” |
| — Редитељ Сајмон Лангдон, | |   |

Поштујући тон и дух приче Џејн Остин, Бертвисел и Дејвис су желели да креирају „нову, живахну причу о стварним људима“ а не „типичну превазиђену енглеску телевизијску драму која би се приказивала за време поподневне чајанке“! Наглашавајући секс и новац као идеје водиље у причи, Дејвис је усмереност на лик Елизабет, веома брзо скренуо ка односу између Елизабет и Дарсија, истичући наративни смисао Дарсијевог лика много раније него што је то у роману наведено. Да би приказао карактере као стварна људска бића, Дејвис је додао неколико сцена, које су трајале кратко, као на пример улепшавање Бенетових кћерки пред излазак у шетњу и упознавање са потенцијалним младожењама. Дејвис је додао и сцене које приказују главне мушке ликове који уживају у својим хобијима, како би на неки начин бар мало „скренуо“ ток романа, који је пре свега усмерен на женске ликове. Највећу техничку препреку представљала је адаптација веома дугачких писама која се јављају у другом делу приче. Међутим, Дејвис је успео и овај проблем да превазиђе, пре свега приказивањем сцена у којима главни ликови читају писма једни другима. Дејвис је увео дијалог како би дешавања у роману прилагодио модерној публици, али су дијалози који се јављају у роману, у серији остали готово непромењени.

### Снимање серије
Буџет од око милион британских фунти по епизоди (укупан буџет за серију је износио 6,9 милиона америчких долара) омогућио је 20 недеља снимања, а у свакој недељи се снимало по пет дана, како би се комплетирало свих 6 епизода од по 55 минута. Дневно се на снимању проводило више од 10 часова, укључујући и време за костимографију и шминку. Две недеље пред сам почетак снимања више од 70 људи који су чинили глумачку и продукцијску екипу, окупило се како би заједно увежбавали сценарио, а за већину глумаца су обезбеђени додатни часови плеса, јахања, мачевања и других вештина које су глумци морали перфектно да изведу. Сама серија је снимана у периоду између јуна и 1. новембра 1994. године, како би се „обухватила“ готово сва годишња доба потребна за поједине сцене. Пост–продукција серије започета је средином маја 1995. године. Сцене које су снимане на истом географском подручју биле су груписане у заједнички распоред снимања.
Серија је снимана на 24 различите географске локације, а коришћено је и 8 филмских студија. Да би приказали разлике између главних ликова, продуценти су настојали да за дом Бенетових одаберу једну пространу и удобну породичну кућу, док је Дарсијев дворац Пемберли требало да изгледа као „најлепше место за становање у Енглеској“, које одише потпуним аристократским духом. Градић Лакок изабран је за локацију села Меритон. Делови Лакингтон двора су послужили за приказивање ентеријера и екстеријера дворца Лонгборн током десет недеља снимања. Дворац Лајм је одабран као локација за Пемберли, али су продуценти, због извесних потешкоћа, унутрашњост Пемберлија морали да снимају у дворцу Садбери.
Продуценти су одабрали дворац Белтон као локацију за дворац Роузингс, дом Кетрин Дебор. Дворац „Олд ректори“ је изабран као скроман дом господина Колинса. „Едкоут хол“ је послужио као локација за снимање ентеријера и екстеријера дворца Недерфилд, Бинглијевог дома, док су у „Брокет холу“ снимане сцене балских игара које су се одвијале у Недерфилду. Лондонске улице и сцене у гостионицама су снимане у градићу Ворик. Сцене дворца Ремстиџ, у којем су живели господин Викам и Џорџијана, снимане су на неколико локација у градићу Самерсет.

### Костимографија и шминка
Пошто је дело „Гордост и предрасуда“ везано за један одређени, специфични период британске историје, припреме за костимографију и шминку су биле опсежне и интензивне. Ликови у делу, а пре свега њихова здравствена и психичка стања, највише су одсликани кроз костиме које су носили; на пример, Бинглијеве сестре су увек носиле најскупље хаљине, а фризуре су им биле украшене великим перима. Костимограф Дина Колин је сама креирала већину костима, јер телевизијска мрежа Би-Би-Си није поседовала довољно костима који су на најбољи начин могли да репрезентују Енглеску са самог почетка деветнаестог века. Дина Колин је инспирације за костиме нашла кроз бројне посете музејима, а настојала је да костиме креира на такав начин да буду атрактивни модерној публици. Костими које је носила Елизабет имали су живахан тон и били су скројени тако да омогуће лако и брзо кретање, што је било у складу са Елизабетином активношћу и живахношћу. За разлику од Елизабет, Колин је за остале Бенетове кћерке креирала крем и бледо–беле костиме, како би нагласила њихову невиност, добродушност и једноставност. Костими за Бинглијеве сестре и за Кетрин Дебор су имали знатно богатији колорит. Колин Ферт је учествовао у избору костима за његов лик, настојећи да костими буду што тамнијих боја, остављајући оне светлије и живахније костиме за лик Бинглија.
Продуценти су Дарсија замислили као изразито мрачног човека, иако то у роману нигде није посебно наглашено, па су збот тога замолили Ферта да његову природно смеђу косу, заједно са обрвама и трепавицама, офарба у црно. Продуценти су саветовали мушким глумцима да дозволе да им коса израсте што је више могуће, а такође су их упозорили на чињеницу да морају обријати бркове. Кратка, плава коса Џенифер Ел, надограђена је са 3 смеђа уметка, док је један специјалан уметак надограђен у косу Алисон Стедман (госпођа Бенет). Коса Сузане Харкер (Џејн) офарбана је у светлоплаву боју за разлику од Елизабетине, а била је уређена у класичном грчком стилу, како би нагласила лепоту Џејниног лика. Пеге које је на лицу требало да има Мери (Луси Брајерс) постигнуте су специјалним шминкерским ефектима. Пошто су Кити и Лидија биле сувише младе да би њихова коса морала специјално да се уређује, глумице које су тумачиле ове ликове нису морале да преуређују своје фризуре. Главни шминкер, Керолајн Ноубл је лик господина Колинса сматрала посебно занимљивим и учинила је да његова горња усна изгледа нарочито задебљано.

### Музика и кореографија
Композитор Карл Дејвис компоновао је музику за веома велики број филмских и телевизијских адаптација класичних романа, па је био и први избор Су Бертвисел. Настојећи да споји духовитост и живахност романа са његовим главним темама, браком и љубављу у малом месту са почетка деветнаестог века, Дејвис је користио савремену класичну музику као инспирацију, нарочито Бетовенов „Септет“, који је компонован у време радње романа. Да би се постигла комплетна контрола звука, комплетна музика која се користи у серији је унапред снимљена. Снимање је трајало 6 часова, а учествовало је 18 музичара. Глумице чији ликови свирају клавир у серији, имале су прилику да вежбају неколико недеља пре почетка снимања, иако су Луси Брајерс (Мери) и Емилија Фокс (Џорџијана) биле већ веома умешне пијанисткиње. Кроз музику која се јавља у серији провлаче се дела Хендла, Моцартова „Фигарова женидба“ и „Дон Ђовани“, као и делови познате Бетовенове „Сонатине бр.4“. Компилација са комплетном музиком која се јавља у серији издата је 1995. године.
Како је плес био незаборавни део друштвеног живота у времену које је описано у роману, много кључних сцена одиграва се на баловима или на локалним кантри плесовима. Кореограф Џејн Гибсон је за инструкције користила књигу из 1966. године под називом „Прикладна књига за учење кантри плесова“, коју је написао В. С. Портер. Пре почетка снимања урађена је кореографија за више од 15 плесова и урађене су све неопходне пробе. Поли Мејберли и Џулија Савала, које играју ликове Кити и Лидије, девојака које су посебно опчињене плесом, морале су за само три дана да науче кореографију за све плесове. Три дана је било предвиђено за снимање бала у дворцу Недерфилд, чији су раскош и елеганција потпуно одударали од локалних плесова у Меритону, на којима су учесници пре свега уживали у заједништву, а не у раскоши и елеганцији. Многе сцене које су приказивале искључиво Елизабет и Дарсија током бала избрисане су, јер је Елизабетина дугачка коса стално заклањала објектив покретне камере.

## Теме и стилови
Адаптације романа Џејн Остин „Гордост и предрасуда“ биле су предмет многобројних анализа и студија. Уметнички и драмски програм телевизијске мреже Би-Би-Си добио је похвале за верност и оданост оригиналном роману, који наглашава важност средине, васпитања и образовања за развој младих људи и њиховог морала, иако високи друштвени сталеж и богатство не морају да представљају одлучујућу предност. Описујући ову адаптацију као „духовиту мешавину љубавних прича и друштвених сплетки, мудро увијену у амбиције и илузије провинцијског вишег сталежа“, критика је нагласила да је Дејвис, усмеравајући причу на секс и новац, у комбинацији са ироничним и оштроумним хумором Џејн Остин и њеном дубоком карактеризацијом ликова, „спречио да ова адаптација постане веома лепо костимирана мелодрама“.
| „                                             | Широко је прихваћена истина да срећан и неожењен човек мора бити у потрази за женом. | ” |
| — прва реченица романа „Гордост и предрасуда“ |                                                                                      |   |

Како би дочарао нагласак на субјективним искуствима главних женских јунака који је потенцирала Џејн Остин, и то без ироничног и наметљивог наратора, прва сцена која се јавља у роману, а која представља Елизабетино иронично излагање, не представља и прву сцену у серији. Уместо тога, прва сцена у серији приказује коње господина Бинглија и господина Дарсија како јуре кроз поља према дворцу Недерфилд, а на тај начин уноси виталност у животе главних јунака; Елизабет их посматра пре него што и сама креће у трку кроз поља. Док роман истиче Елизабетину независност и енергију коју је користила на путу дугом 3 mi (4,8 km) до Недерфилда, дотле адаптација ове сцене показује Елизабетин бунтовнички дух и љубав према природи.
Дејвисов сценарио који „вероватно представља најрадикалнију ревизију текста Џејн Остин“, омогућио је драмском програму телевизије Би-Би-Си да у великој мери умањи и ограничи друштвене погледе са краја осамнаестог века, који су се односили на потпуно ограничавање и обуздавање емоција, и да, уместо тога, емоције прикаже кроз модерну интерпретацију приче. Док роман оставља и Елизабет и читаоца несигурним у погледу Дарсијевих емоција, у адаптацији се јављају додатне сцене које приказују Дарсијеву немогућност да вербално изрази свој емоционални метеж. Све студије се слажу да активности као што су билијар, пливање или мачевање свакако поправљају утисак о Дарсију код особа женског пола.
Роман „Гордост и предрасуда“ написан је на веома интелигентан начин који иронију приказује кроз „непогрешиве ланце цинизма, ругања људској природи, без било какве наде у њену промену“. Смех који се у причи јавља као „неодговорни“ смех, смех упућен другом човеку или смех као последица олакшања или забаве, такође се може повезати са сексуалним тензијама које владају међу различитим ликовима. Иако су они уобичајени модерној публици, смех и интелигенција су се сматрали вулгарним и неподобним у време живота Џејн Остин. Драмски програм телевизије Би-Би-Си је направио одређене измене „са намером да ликове још више изложи публици, али и да дода хумора и ироније у комедију ситуације“. Ова адаптација, у појединим сценама, приказује на потпуно комичан начин госпођу Бенет, господина Бинглија и господина Колинса, док се у одређеним сценама на самом почетку серије приказује лик госпође Бенет на самој ивици хистерије.
У односу на друге телевизијске адаптације, ова серија проширује метафоричке погледе Џејн Остин на пејзаже, јачајући њихову лепоту и аутентичност. Елизабет користи сваку прилику како би уживала у природи, а у исто време и побегла од завидних погледа господина Колинса и Кетрин Дебор. Најзначајнији приказ природе у овој причи је Елизабетина посета дворцу Пемберли у оквиру Дербишир, где Елизабет постаје збуњена у погледу њене љубави према Дарсију. Драмски програм телевизије Би-Би-Си је омогућио да природа постане један свеобухватни део приче, а Елизабетино одушевљење лепотама округа Дербишир „подиже“ Дарсија у њеним и у очима њених рођака.

## Пријем код гледалаца

### Емитовање
Између 10 и 11 милиона људи посматрало је премијерно емитовање серије на првом програму телевизијске мреже Би-Би-Си, недељом увече, у периоду од 24. септембра до 29. октобра 1995. године. Свака епизода је недељу дана након премијерног емитовања репризирана на другом програму телевизијске мреже Би-Би-Си. Последња епизода серије „Гордост и предрасуда“ имала је удео од око 40% у укупном телевизијском аудиторијуму у Великој Британији. У то време, осам иностраних држава откупило је права за приказивање серије. Више од 3,7 милиона Американаца посматрало је премијерно приказивање серије, која се емитовала на телевизијској мрежи A&E нетворк, у периоду од 14. јануара до 17. јануара 1996. године.

### Кућна издања и њихова продаја
Комплетна серија је реализована на VHS касети у Великој Британији само недељу дана након приказивања последње епизоде. Комплетан почетни тираж од 12.000 примерака распродат је за само 2 часа. За само недељу дана продато је 70.000 копија, док је у првој години продато више од 200.000 копија. Портпарол телевизијске мреже Би-Би-Си оценио је ову продају као „огроман феномен“, наглашавајући да „никад није чуо да се неки видео снимак, који гледаоци могу бесплатно да сниме на своје VHS касете, продаје у оволикој размери.“ Компилација са музиком која се јавља у серији такође је била веома популарна, па је за само неколико дана продато више од 20.000 копија. Серија је реализована на DVD дисковима четири пута: најпре 2000. године, затим је у септембру 2005. године урађена комплетна дигитална ремастеризација и издат је комплет DVD дискова под називом „Специјално десетогодишње издање“. У априлу 2007. године издат је комплет DVD дискова под називом „DVD класичне драме“ на коме се нашла и ова серија. У октобру 2008. године, серија је реализована и у високој резолуцији тако што је објављен комплет блу-реј дискова. Серија у високој резолуцији још увек није приказана на телевизијским екранима.

### Оцена критике
Серија „Гордост и предрасуда“ је од стране телевизијске и новинарске критике оцењена веома позитивно. Новинар британског дневног листа „Индепендент“, Џерард Гилберт, препоручио је премијерну епизоду серије дан пре њеног емитовања истичући да је ово „највероватније најбоље креирана телевизијска адаптација неког романа класичне књижевности“. Глумци који учествују у серији заслужују дубок наклон од стране БАФТЕ; Колин Ферт, јер није ни на најмањи начин показао део своје нежности, а Џенифер Или због невероватне способности да на веома веран начин дочара лик интелигентне Елизабет. Гилберт је оценио Бенџамина Витроуа као „вансеријског крадљивца сцене са ликом господина Бенета“, док за улогу госпође Бенет, коју је тумачила Алисон Стедман, Гилберт није могао да да никакав специјалан коментар. Износећи своју критику о првој епизоди серије, један дан након њеног премијерног емитовања, Џим Вајт, новинар истоименог британског листа, похвалио је Ендру Дејвиса због његове способности да „убризга темпо и енергију дешавањима у серији и да на тај начин визуелно дочара интелигентну страну романа Џејн Остин. Изгледа као да ликови у серији раде нешто што нико не би ни претпоставио да су људи радили у време живота Џејн Остин: забављају се“.
Неколико дана пре америчке премијере, Хауард Розенберг, новинар дневног листа „Лос Анђелес тајмс“, оценио је ову адаптацију „изузетно пријатном“ и навео је да су главни носиоци хумора у серији Елизабетини родитељи и господин Колинс. Џон О’Конор, новинар „Њујорк тајмса“, оценио је серију као „величанствену адаптацију која има изузетно тачан и осећајно изнијансиран сценарио“. Он је указао и на способност Џенифер Или да лик Елизабет учини „упечатљиво интелигентним и ауторитативним, али не и надменим“, као и на чињеницу да је Ферт „бриљантно дочарао снобовски понос господина Дарсија, који га је у великој мери онемогућавао пре свега самом себи призна да је заљубљен у Елизабет“. О’Конор је похвалио и Барбару Леј–Хант, наводећи да је својом глумом претворила лик Катрин Дебор у „предивну императорску вештицу“, а такође је навео да су њене сцене са Дејвидом Бамбером (господин Колинс) биле „урнебесне“.
Међутим, О’Конор је указао и на чињеницу да би америчка публика могла да сцене као што су „дугачке шетње ливадама“ и „плесови који су кореографисани на китњаст начин“ сматра сувише спорим. У једној од најнегативнијих оцена критике, магазин „Пипл“ је оценио адаптацију „претерано темељном, чак много темељнијом него што би то требало да буде“ и као „не баш најбољу адаптацију на ионако претрпаном америчком тржишту“. Иако је оцењено да је Ферт лик Дарсија одглумио на величанствен начин, такође је истакнуто да Џенифер Или, са својим облим лицем није на најбољи начин могла да дочара лепоту енглеских жена с почетка деветнаестог века“. Званични магазин телевизијске мреже A&E нетворк је, годину дана након приказивања серије истакао да је „критика углавном похвалила огромну продукцију, да је публика обожавала серију и да женски део публике просто није могао да одоли лику Дарсија“. Заправо се толико говорило о лику Дарсија, да су новине почеле да праве шале на рачун „Дарсијеве грознице“. Серија је доживела огроман број критика и у годинама које су следиле након њеног премијерног приказивања.

### Награде и номинације
Серија „Гордост и предрасуда“ номинована је за БАФТА награду у три категорије: „Најбоља драмска телевизијска серија“, „Најбоља костимографија“ и „Најбоља шминка/фризура“ 1996. године. Џенифер Или је освојила БАФТА награду за „најбољу глумицу“, док Колин Ферт и Бенџамин Витроу своје номинације за „најбољег глумца“ нису успели да преточе и у награду, која је отишла у руке Најџелу Хоуторну. Ферт је 1996. године освојио и награду Broadcasting Press Guild за „најбољег глумца“, а серија је добила исту награду у категорији „најбоља телевизијска драмска серија“. Серија „Гордост и предрасуда“ је добила и Еми награду за „изванредно индивидуално достигнуће у костимографији за минисерију или телевизијски специјал“, а за исту награду је била номинована и у категоријама: „Изванредна минисерија“, „Најбоља кореографија“ и „Најбољи сценарио“. Између мноштва бројних награда и номинација, серија „Гордост и предрасуда“ је освојила и „Пебоди“ награду, награду „Асоцијације телевизијских критичара“, као и номинацију за награду „Златни сателит“ за „невероватно достигнуће на пољу телевизијских специјала“.

## Утицај и наслеђе
Као један од најуспешнијих и најзахтевнијих подухвата који су заједнички спровеле телевизијске мреже Би-Би-Си и А&Е нетворк, серија „Гордост и предрасуда“ представљала је „културни феномен, који је дао инспирацију многобројним новинарима и критичарима, и који је представљао програм који су гледаоци преферирали“. Серија је заједно са филмовима Убеђење, Разум и осећајност и Ема представљала комплет телевизијски адаптираних романа Џејн Остин, а све ове адаптације су заједнички утицале да „Удружење љубитеља Џејн Остин“ у САД за само годину дана повећа број својих чланова за 50%, тако да је у јесен 1997. године удружење бројало више од 4.000 чланова. Одређени број дневних листова, а међу њима и „Волстрит џурнал“, покушали су да ову „Остинманију“ објасне чињеницом да су британска и америчка продукција првенствено биле усмерене на остварење профита.
За разлику од Џенифер Или, која није желела да финансијски капитализује успех који је остварила играјући улогу Елизабет Бенет, улога господина Дарсија је Колину Ферту донела неочекивано велику славу. Иако Ферт није марио за то што га је већина препознавала као „господина Дарсија, романтичног идола са тињајућим срцепарајућим погледом“ ипак је изразио жељу да га публика не повезује заувек са серијом „Гордост и предрасуда“ и био је нерад да исту улогу поново прихвати. Уместо тога, прихватао је различите улоге у високобуџетним филмовима као што су: Енглески пацијент (1996), Заљубљени Шекспир (1998), Дневник Бриџет Џоунс (2001), Девојка са бисерном минђушом (2003), У ствари љубав (2003) и Бриџет Џоунс: На ивици разума (2004).
Серија Гордост и предрасуда наставила је да добија признања и у годинама након њеног премијерног емитовања. Британски филмски институт рангирао је серију на позицију 99. у категорији „100 најуспешнијих британских телевизијских програма у 20. веку“ уз образложење да је серија „успела да искомбинује оданост према роману са свежином коју је усмерила према гледаоцима свих генерација“. Радио „Тајмс“ уврстио је серију у своју листу „40 најуспешнијих телевизијских програма икада направљених“ 2003. године. Британски филмски савет је 2007. године декларисао серију „Гордост и предрасуда“ као једну од телевизијских драма које су постале „виртуелне брошуре“ у британској историји и култури. Дворац Лајм, који је послужио за приказ екстеријера дворца Пемберли, утростручио је своју посећеност у месецима након приказивања серије, а још увек је веома посећена туристичка дестинација.

### Сцена на језеру
Серија „Гордост и предрасуда“ је најчешће повезивана са једном сценом у четвртој епизоди у којој господин Дарси, комплетно обучен, након пливања у језеру, случајно сусреће Елизабет. Док је већина критичара ову сцену повезивала са Фертовом физичком привлачношћу и обрнуто, Ендру Дејвис је сматрао да овом сценом није „опљачкао, већ надоградио мисао Џејн Остин“. Када је првобитно написао сценарио за ову сцену (која није део оригиналног романа), Дејвис није имао намеру да истакне сексуалну привлачност између Елизабет и Дарсија, већ да креира „један забаван и занимљив моменат у коме Дарси, непримерено обучен и мокрог одела, покушава да сачува своје достојанство“. Првобитни Дејвисов план да Дарси ову сцену одглуми потпуно наг, телевизијска мрежа Би-Би-Си је одбила и понудила алтернативу у којој би ову сцену Ферт одглумио у доњем вешу. Међутим, Ендру Дејвис је, заједно са својим колегама, одмах одбио ову алтернативу, сматрајући је анахроничном и смешном. Пошто је (према Дејвисовом мишљењу) Ферт такође имао одређени страх да сцену одглуми потпуно наг, сцена је снимљена тако што је Ферт носио ланену кошуљу, панталоне и чизме. Један од статиста је био приморан да у једном делу језера замени Ферта, због тога што је у то време у парку дворца Лајм постојао ризик од инфекције лептоспирозом.
Британски лист „Гардијан“ оценио је ову сцену као „један од најнезаборавнијих момената у историји британске телевизије“. Ова сцена се нашла и у групи од „најбољих 100 телевизијских момената“ у избору британског „Канала 4“ 1999. године. „Њујорк тајмс“ је упоредио ову сцену са сценом из филма „Трамвај звани жеља“, у којој Марлон Брандо узвикује: „Стела!“, док у поквашеној кошуљи излази из воде. Фертови будући пројекти алудирали су на ову сцену више пута.
Шерил Л. Никсон је у књизи „Џејн Остин у Холивуду“ оценила да Дарсијев скок у воду представља „откровење његових емотивних способности“, изражавајући „романтичну везу са природом, уздизање свог дома, где он може да плива потпуно наг, како би из својих мисли избрисао друштвене предрасуде, или ... како би се поново родила његова љубав према Елизабет“. Линда Труст и Сајр Гринфилд су у својој књизи сумирали да сцена „говори више о тренутној опседнутошћу човека физичким изгледом, него што говори о Дарсију каквог је Остин замислила, али ова слика траншира нови аспект у сам текст“.

### Бриџет Џоунс
Измишљена новинарка Бриџет Џоунс — а у стварности британска књижевница и новинар листа „Индепендент“, Хелен Филдинг, у својој колумни под називом „Дневник Бриџет Џоунс“ писала је о својој заљубљености у серију „Гордост и предрасуда“ током њеног премијерног емитовања, наводећи своју једноставну људску потребу да се Дарси коначно зближи са Елизабет“. Филдинг је, незнатно прерадивши оригинални сценарио серије, 1996. године издала романа под називом „Дневник Бриџет Џоунс“, у коме је човеку у кога је Бриџет заљубљена дала име Марк Дарси, описујући га потпуно исто као Колина Ферта. Када се први пут сусрела са Фертом, током снимања његовог филма „Фивер пич“ (1996), Филдинг га је замолила да учествује у интервјуу који би Бриџет Џоунс водила са њим у наставку романа под називом „Бриџет Џоунс: На ивици разума“. Водећи стварни интервју са Фертом у Риму, Филдинг се у једном делу, стављајући се у улогу Бриџет Џоунс, потпуно припила уз Ферта, који је у том тренутку носио поквашену кошуљу, специјално припремљену за овај чин. Критика је овај интервју, у коме је Ферт учествовао са великим задовољством, оценила као „један од најсмешнијих детаља из другог романа“. Оба романа које је написала Хелен Филдинг у великој мери се позивају на делове сценарија који је за серију написао Ендру Дејвис.
Сценариста серије „Гордост и предрасуда“, Ендру Дејвис, сарађивао је и на сценаријима за филмове о Бриџет Џоунс, који су реализовани 2001. и 2004. године, а у којима су Криспин Бонам–Картер (господин Бингли) и Луси Робинсон (госпођа Харст) остварили споредне улоге. Шала коју је на његов рачун направила Филдинг, током интервјуа у Риму, убедила је Ферта да прихвати улогу Марка Дарсија и тако му дала прилику да „се насмеје самом себи и да се ослободи од свог лика у серији“. Филмски критичар Џејмс Берардинели навео је да је Ферт „одиграо улогу Марка Дарсија на потпуно исти начин као и у серији, истичући да су два Дарсија потпуно идентична“. Продуценти никада нису пронашли начин да у филмове о Бриџет Џоунс укључе и интервју који су водили Филдинг и Ферт у Риму.

### Друге адаптације
Више од десет година телевизијска серија „Гордост и предрасуда“ је сматрана „толико доминантном, толико обожаваном, да се у свести гледалаца задржала као највиши телевизијски стандард“. Упоређујући шест најзначајнијих адаптација романа „Гордост и предрасуда“, британски лист „Дејли мирор“ је 2005. године високу оцену (9/10) дао серији из 1995. („која ће вероватно и остати најбоља адаптација“) и тадашњој новој филској адаптацији романа, рангирајући остале адаптације, као на пример филм из 1940. године, далеко иза, са оценом шест или још нижом. Филм из 2005. године „очигледно није био тако смео и ревизионистички“ као серија из 1995. године, али је младост главних глумаца, Кире Најтли и Метјуа Макфедена споменута као похвална карактеристика, за разлику од глумаца који су учествовали у серији, јер се пре свега за Џенифер Или говорило да је „сувише стара за улогу Елизабет“. Новинар листа „Гардијан“, Питер Бредшо, запазио је да у филму из 2005. године „Кира Најтли изгледа много боље него што би Елизабет уопште требало да изгледа“. Осврт критике на Макфеденовог Дарсија кретао се од похвала, преко позитивног изненађења, до незадовољства. Неколико критичара се сложило са мишљу да је Макфеденов Дарси није оставио апсолутно никакав утисак, нити позитивни нити негативни. Гарт Пирс, новинар „Сандеј тајмса“, навео је 2007. године да ће „Колин Ферт заувек остати упамћен као савршени господин Дарси“, а Џин Симор, новинар „Њуздеја“, закључила је у свом чланку из 2005. године да је Ферт остао „широко прихваћен као коначни господин Дарси“.